# Гейдари, Гамид Магеррамали оглы
Гамид Магеррамали оглы Гейдари (азерб. Həmid Məhərrəməli oğlu Heydəri, перс. حامد حیدری‎; род. 26 марта 1991, Колур, Ардебиль) — азербайджанский параатлет (копьеметатель) иранского происхождения, выступающий в категории F57, победитель летних Паралимпийских игр 2020 в Токио, серебряный призёр летних Паралимпийских игр 2016 в Рио-де-Жанейро и чемпионата Европы 2021 года, бронзовый призёр чемпионата мира 2017 года. Также на Паралимпиаде в Токио Гейдари установил мировой рекорд в метании копья, показав результат 51,42 метра.
Распоряжением президента Азербайджанской Республики Ильхама Алиева Гамид Гейдари за высокие достижения на XVI летних Паралимпийских играх в Токио и заслуги в развитии азербайджанского спорта был награждён орденом «Слава». По национальности — азербайджанец.

## Ссылка
- Профиль на сайте olympics.com